# 卡德爾 (阿拉巴馬州)
卡德爾是一個位於美國阿拉巴馬州的鬼鎮。

## 地理
卡德爾海拔為397英呎（121米）。